# Château de Montaure
Le château de Montaure est un château situé dans le département de l'Eure en Normandie.
Le pressoir fait l’objet d’une inscription au titre des monuments historiques depuis le 14 décembre 1990.

## Le château
Demeure du début du XVIIIe siècle construite en lieu et place d’un château seigneurial du XIe siècle par Odon Stigand, sénéchal du duc de Normandie Richard II. Le château actuel reflète la grâce et l'harmonie des bâtiments de style Louis XV.
Un centre culturel hébergé dans les dépendances propose des évènements réguliers (Festival des œufs décorés aux Rameaux et à Pâques rassemblant une collection d'œufs de Pâques de tous les pays du monde, Les crèches de Noël dans le Monde les week-ends de décembre) ou ponctuels. Le parc ainsi que le château peuvent se visiter sous certaines conditions.

## Le musée du cidre
Le musée, situé dans un pressoir du XVIe siècle, retrace les étapes de la fabrication du cidre.